# Landsdeel (Niederlande)

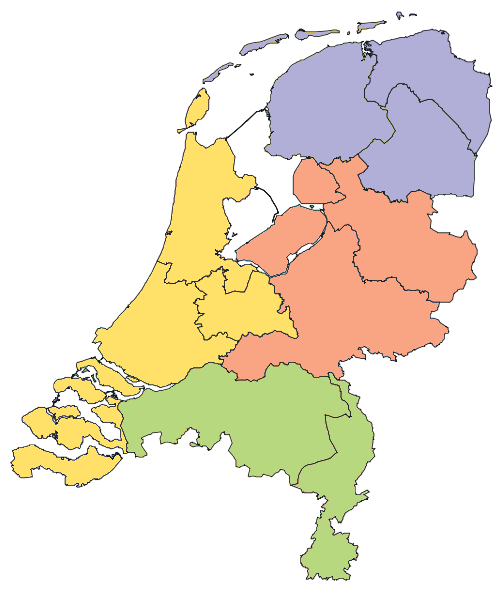
NUTS-1-Ebenen der Niederlande: Landsdelen

Der Landsdeel (deutsch Landesteil; pl. Landsdelen) ist in der territorialen Gliederung der Niederlande gemäß der europäischen Systematik der Gebietseinheiten für die Statistik (NUTS) die oberste Ebene (NUTS-1).
Die 12 Provinzen der Niederlande werden zu 4 Gebieten der NUTS-1-Ebene zusammengefasst. Diese heißen: Noord-Nederland, Oost-Nederland, West-Nederland und Zuid-Nederland.
| NL1 Noord-Nederland NL 11 Groningen NL 12 Fryslân NL 13 Drenthe                       |
| NL2 Oost-Nederland NL 21 Overijssel NL 22 Gelderland NL 23 Flevoland                  |
| NL3 West-Nederland NL 31 Utrecht NL 32 Noord-Holland NL 33 Zuid-Holland NL 34 Zeeland |
| NL4 Zuid-Nederland NL 41 Noord-Brabant NL 42 Limburg                                  |